# Lucy Ortlepp

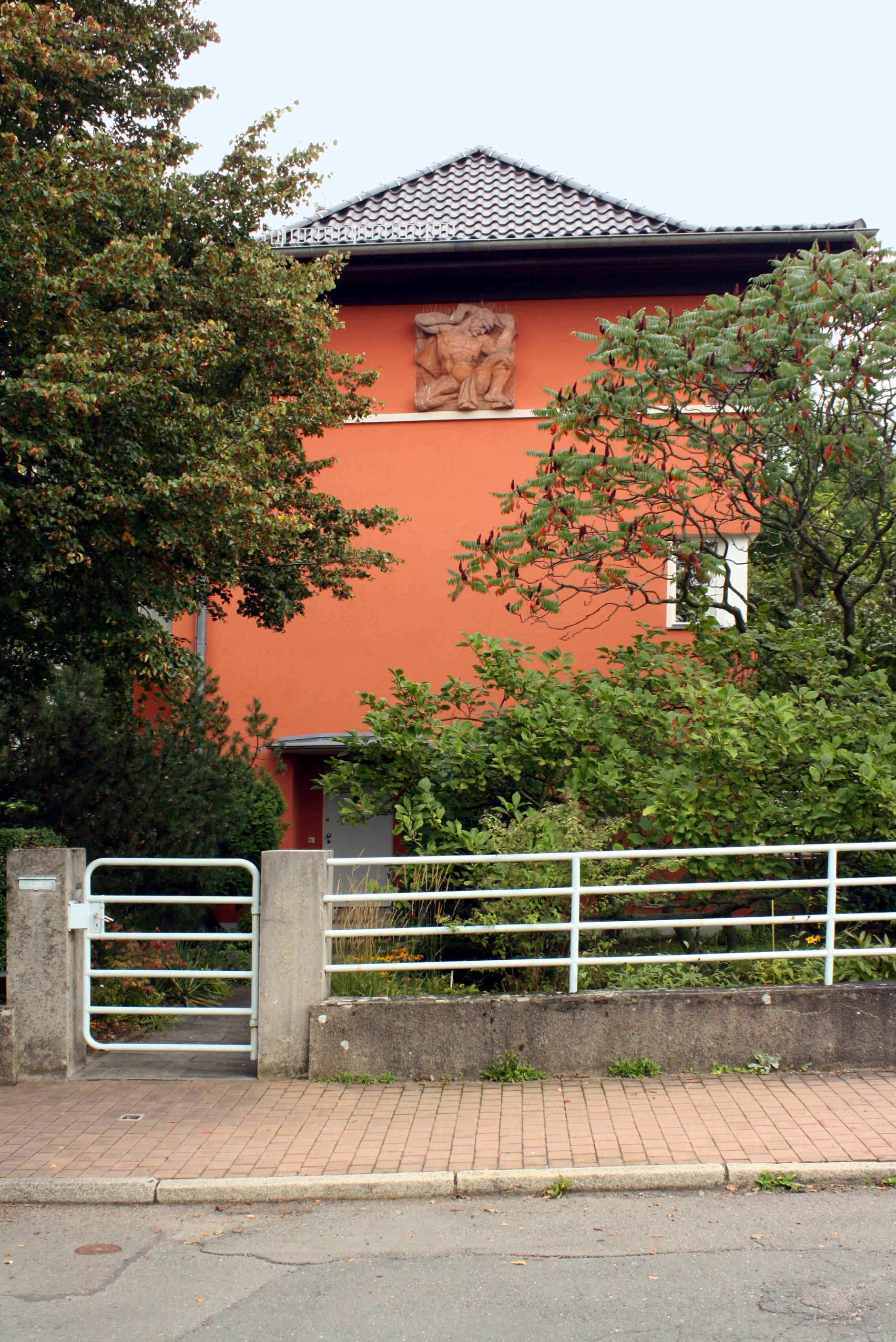
Ratstannenweg 21

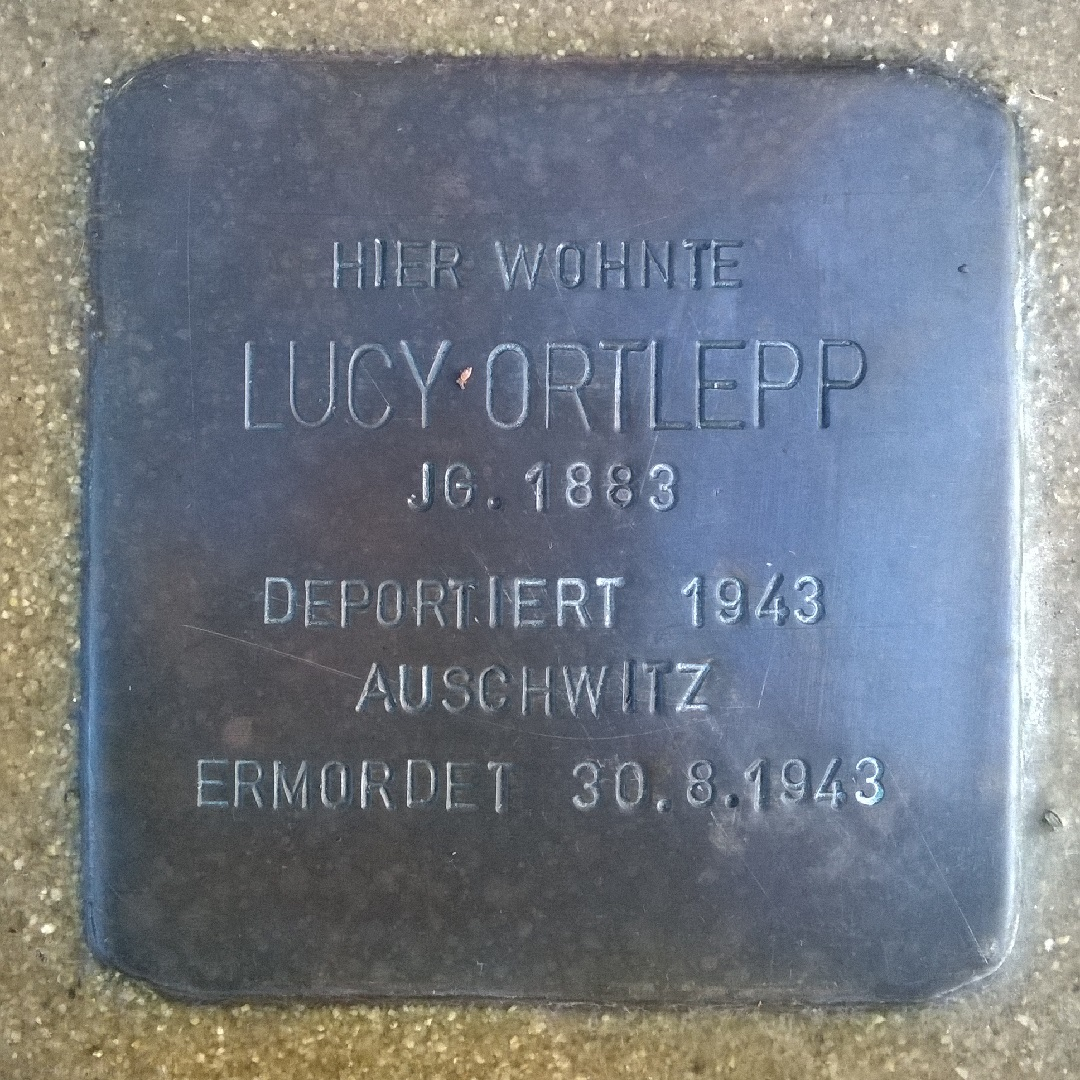
Stolperstein für Lucy Ortlepp

Lucy Ortlepp, geb. Bock (geb. 2. Februar 1883 in Neubrandenburg; gest. 30. August 1943 im KZ Auschwitz-Birkenau), war eine deutsche Malerin jüdischer Abstammung.

## Leben
Lucy Bock war Tochter eines wohlhabenden Kaufmanns. Eine reguläre Zulassung an eine Hochschule erhielt sie zu Beginn des 20. Jahrhunderts nicht; eine solche wurde Frauen damals meist nicht gewährt. Im Alter von 16 Jahren zog sie nach Berlin, um dem von Frauen selbstorganisierten Verein der Berliner Künstlerinnen beizutreten und ein Privatstudium der Kunst und Malerei aufzunehmen. Zwei Jahre später war ihre Ausbildung zur Zeichenlehrerin beendet. Anschließend unternahm sie Studienreisen in die Schweiz, nach Italien und England. Nach Berlin zurückgekehrt, setzte sie ihre Studien bei Lovis Corinth fort. Ihr Interesse galt vornehmlich Porträts und Stillleben, sie benutzte Bleistift, Kreide, Rötel und Aquarellfarben. Vermutlich in Berlin lernte sie den angehenden Bibliothekar Paul Ortlepp kennen. Nachdem dieser 1907 promoviert hatte, heiratete das Paar im Jahr 1908. Lucy Ortlepp gab in Weimar Zeichen- und Malunterricht. Anlässlich ihrer Eheschließung war sie zum christlichen Glauben konvertiert und evangelisch geworden, was jedoch in den Augen der Nationalsozialisten keinen Ausgleich für ihre jüdische Herkunft darstellte. Das Ehepaar litt ab 1933 unter Repressalien. 1937 wurde Paul Ortlepp, der sich nicht von seiner Frau trennen wollte, vorzeitig in den Ruhestand versetzt. Ein Versuch, noch im Frühjahr 1939 in die Schweiz zu emigrieren, scheiterte. Er war nicht zu Hause, als seine Frau 1943 festgenommen und dann über Theresienstadt nach Auschwitz deportiert wurde. Sie wurde im Vernichtungslager Auschwitz-Birkenau ermordet.
Um 1927/28 wurde das Haus Trettner, angelehnt an den Stil des Bauhauses, im Weimarer Ratstannenweg 21 errichtet. Das mittlerweile denkmalgeschützte Haus wurde 1930 vom Ehepaar Ortlepp gekauft. Vor dem Haus wurde für Lucy Ortlepp ein Stolperstein in den Gehweg eingelassen. 